# Жорж Санд
Амантин Лусил Орор Дипон (фр. Amantine Lucile Aurore Dupin; Париз, 1. јул 1804 — Ноан, 8. јун 1876), познатија под псеудонимом Жорж Санд (негде и Жорж Сандова фр. George Sand), је била француска књижевница и новинар.Једна од најпопуларнијих писаца у Европи тада, која је била познатија од Виктора Ига и Оноре де Балзака у Енглеској током 1830-их и 1840-их, Санд је препозната као један од најзначајнијих писаца у Европи добу романтизма.

## Биографија
Жорж Санд - позната њеним пријатељима и породици под називом „Аурора“ - рођена је у Паризу, а бака Мери-Аурор де Сакс, госпођа Дупин де Франсуил, одгајила ју је у кући своје баке у селу из Ноханта, у француској провинцији Бери. Санд је кућу наследила 1821. године, када јој је умрла бака; користила је поставку у многим својим романима.
Њен отац Маурис Дупин био је унук генерал-маршала Француске Маурисеа Комт де Сакса, ванбрачни син Августа Другог Снажног, пољског краља и изборника Саксоније, и рођак шестог степена краљевима Лују XVI., Лују XVIII. и Карлу 10. Француски. Такође је била у даљњем сродству са француским краљем Лујем Филипом преко заједничких предака из немачких и данских владарских породица. Њена мајка, Софи-Виктоар Делаборд, била је обична жена.

### Одећа
Санд је била једна од многих запажених жена из 19. века које су одлучиле да јавно носе мушку одећу. 1800. године полиција је издала наредбу којом се од жена захтева да се пријаве за дозволу како би носиле мушку одећу. Неке жене су се пријавиле из здравствених, професионалних или рекреативних разлога (нпр. Јахање), али многе жене су одлучиле да јавно носе панталоне и другу традиционалну мушку одећу без добијања дозволе. То су чиниле и из практичних разлога, али понекад и да би поткопале доминантне стереотипе.
Санд је била једна од жена која је носила мушку одећу без дозволе, оправдавајући их као јефтиније и далеко чвршће од типичне хаљине племкиње у то време. Поред тога што јој је било удобно, Сандина мушка одећа омогућила јој је слободније циркулисање у Паризу од већине њених савременика, и омогућило јој је повећани приступ местима са којих су жене често биле забрањене, чак и жене њеног друштвеног положаја. Такође скандалозно је било Сандино пушење дувана у јавности.
Иако је било много савремених критичара њеног става, многи људи су прихватали њено понашање све док нису постали шокирани субверзивним тоном њених романа. Онима којима је њено писање било задивљујуће није сметало њено двосмислено или бунтовно јавно понашање. Виктор Иго је коментарисао „Жорж Санд не може да утврди да ли је мушко или женско. Изузетно поштујем све своје колеге, али није моје да одлучујем да ли је она моја сестра или мој брат.“

### Романтични живот
1822. године, у осамнаестој години, Санд се удала за Казимира Дудеванта(1795–1871; име „Франсоа“), ванбрачним сином барона Жан-Франсоа Дудеванта. Она и Дудевант имали су двоје деце: Мориса (1823–1889) и Соланж (1828–1899). 1825. имала је интензивну, али можда платонску везу са младим адвокатом Аурелиеном де Сезе. Почетком 1831. године напустила је мужа и ушла у четворогодишњи или петогодишњи период „романтичне побуне“. 1835. законски је одвојена од Дудеванта и преузела је старатељство над њиховом децом.
Санд је имала романтичне везе с романописцем Жилом Сандом (1831), писцем Проспером Меримеом, драматичаром Алфредом де Мизеом (лето 1833 - март 1835), Лујем-Крисостом Мишелом, глумцем Пјер-Франсоа Божагом, писцем Шарлом Дидијером, романописцем Фелисиеном Малефилеом, политичаром Лујем Бланком и композитор Фредерик Шопеном (1837–1847). Касније се у свом животу дописивала са Густавом Флобертом и упркос разликама у темпераменту и естетским преференцијама, на крају су постали блиски пријатељи. Водила се у интимну романтичну везу са глумицом Мари Дорвал.

#### Веза са Шопеном
Санд је зиму 1838–1839 провела са Шопеном на Мајорци у (раније напуштеном) картезијанском манастиру Валдемоса. Путовање на Мајорку описано је у књизи Un hiver à Majorque  (Зима на Мајорци), први пут објављена 1841. Шопен је већ био болестан од туберкулозе на почетку њихове везе, а проводећи хладну и влажну зиму на Мајорци где нису могли да добију прави смештај погоршао је његове симптоме. Растали су се две године пре његове смрти из различитих разлога.
У свом роману Lucrezia Floriani, Санд је Шопена користила као узор болесном источноевропском принцу по имену Карол. О њему се брине средовечна глумица која је прошла своје године, Лукреција, која много пати због своје наклоности према Каролу. Иако је Санд тврдио да није направила лика од Шопена, објављивање књиге и широка читалачка публика можда су погоршали њихову каснију антипатију једно према другом.
Прекретница у њиховој вези била је њена ћерка Соланж. Шопен је наставио да буде срдачан према Соланж након што су Соланж и њен супруг Август Клесинже свађали са Санд због новца. Санд је Шопенову подршку Соланж сматрао крајње нелојалном и потврдом да је Шопен увек „волео“ Соланж.
Сандин син Маурис такође није волео Шопена. Маурис је желео да се утврди као „домаћин“ и није желео да му Шопен буде супарник. Шопена никада више нису питали да се врати у Нохант; 1848. године вратио се у Париз са турнеје по Уједињеном Краљевству, да би умро на тргу Вендом 1849. Шопен је у то време био без новца; његови пријатељи су морали да плате његов боравак тамо, као и сахрану у Маделин. Сахрани је присуствовало преко 3.000 људи, међу којима су били Ежен Делакроа, Франц Лист, Виктор Иго и други угледници. Жорж Санд је била одсутна.

### Смрт
Санд је умрла у месту Нохант, у француском департману Ендре, 8. јуна 1876. године, у доби од 71. године. Сахрањена је у приватном гробљу иза капеле у Нохант. 2003. године планови да се њени посмртни остаци преселе у Пантеон у Паризу резултирали су контроверзом.

## Списак дела
- Voyage en Auvergne (1827)
- Un hiver à Majorque (1842)
- Histoire de ma vie (Story of My Life) (аутобиографија до револуције 1848; 1855)

### Романи
- Rose et Blanche (1831, with Jules Sandeau)
- Indiana (1832)
- Valentine (1832)
- Lélia [fr] (1833)
- Andréa (1833)
- Mattéa (1833)
- Jacques (1833)
- Kouroglou / Épopée Persane (1833)
- Leone Leoni (1833)
- André (1834)
- La Marquise (1834)
- Simon (1835)
- Mauprat (1837)
- Les Maîtres mosaïstes (The Master Mosaic Workers) (1837)
- L'Orco (1838)
- L'Uscoque (The Uscoque, or The Corsair) (1838)
- Spiridion [fr] (1839)
- Pauline [fr] (1839)
- Horace (1840)
- Le Compagnon du tour de France (The Journeyman Joiner, or the Companion of the Tour of France) (1840)
- Consuelo (1842)
- La Comtesse de Rudolstadt (Countess Of Rudolstadt)(1843, a sequel to Consuelo)
- Jeanne [fr] (1844)
- Teverino (1845) (translated as Jealousy: Teverino)
- Le Péché de M. Antoine (The Sin of M. Antoine) (1845)
- Le Meunier d'Angibault (The Miller of Angibault) (1845)
- La Mare au Diable (The Devil's Pool) (1846)
- Lucrezia Floriani (1846)
- François le Champi (The Country Waif) (1847)
- La Petite Fadette (1849)
- Château des Désertes (1850)
- Histoire du véritable Gribouille (1851, translated as The Mysterious Tale of Gentle Jack and Lord Bumblebee)
- Les Maîtres sonneurs (The Bagpipers) (1853)
- La Daniella (1857)

- Les Beaux Messiers de Bois-Dore (The Gallant Lords of Bois-Dore or The Fine Gentlemen of Bois-Dore) (1857)
- Elle et Lui (She and He) (1859)
- Narcisse (1859)
- Jean de la Roche (1859)
- L'Homme de neige (The Snow Man) (1859)
- La Ville noire (The Black City) (1860)
- Marquis de Villemer (1860)
- Valvedre (1861)
- Antonia (1863)
- Mademoiselle La Quintinie (1863)
- Laura, Voyage dans le cristal (Laura, or Voyage into the Crystal) (1864)
- Monsieur Sylvestre (1866)
- Le Dernier Amour (1866, dedicated to Flaubert)
- Mademoiselle Merquem (1868)
- Pierre Qui Roule (A Rolling Stone) (1870)
- Le Beau Laurence (Handsome Lawrence) (1870, a sequel to Pierre Qui Roule)
- Malgretout (1870)
- Cesarine Dietrich (1871)
- Nanon (1872)
- Ma Soeur Jeanne (My Sister Jeannie) (1874)
- Flamarande (1875)
- Les Deux Freres (1875, a sequel to Flamarande)
- Marianne [fr] (1876)
- La Tour de Percemont (The Tower of Percemont) (1876)

### Представе
- Gabriel (1839)
- Cosima ou La haine dans l'amour (1840)
- Les Sept cordes de la lyre (translated as A Woman's Version of the Faust Legend: The Seven Strings of the Lyre) (1840)
- François le Champi (1849)
- Claudie (1851)
- Le Mariage de Victorine (1851)
- Le Pressoir (1853)
- French adaptation of As You Like It (1856)
- Le Pavé (1862, "The Paving Stone")
- Le Marquis de Villemer (1864)
- Le Lis du Japon (1866, "The Japanese Lily")
- L'Autre (1870, with Sarah Bernhardt)
- Un Bienfait n'est jamais perdu (1872, "A Good Deed Is Never Wasted")